# Crook
Crook è un centro abitato (town) degli Stati Uniti d'America, situato nella contea di Logan dello Stato del Colorado. Nel censimento del 2010 la popolazione era di 110 abitanti.

## Geografia fisica
Secondo i rilevamenti dell'United States Census Bureau, Crook si estende su una superficie di 0,3 km².